# Свеча (приток Малой Какши)
Свеча — река в России, протекает в Шахунском районе Нижегородской области. Устье реки находится в 46 км по левому берегу реки Малая Какша. Длина реки составляет 26 км, площадь водосборного бассейна 105 км².
Исток реки находится у посёлка Буренино и одноимённой ж/д станции. Река течёт на северо-запад, затем на север, протекает деревни и сёла Нижняя Каменка, Воробьёво, Гришино, Малая Свеча, Большая Свеча и Половинная. Впадает в Малую Какшу чуть ниже села Хмелевицы. В конце 1980-х годов между Большой Свечой и Малой Свечой на реке был образован пруд.

## Данные водного реестра
По данным государственного водного реестра России относится к Верхневолжскому бассейновому округу, водохозяйственный участок реки — Ветлуга от истока до города Ветлуга, речной подбассейн реки — Волга от впадения Оки до Куйбышевского водохранилища (без бассейна Суры). Речной бассейн реки — (Верхняя) Волга до Куйбышевского водохранилища (без бассейна Оки).
По данным геоинформационной системы водохозяйственного районирования территории РФ, подготовленной Федеральным агентством водных ресурсов:
- Код водного объекта в государственном водном реестре — 08010400112110000042339
- Код по гидрологической изученности (ГИ) — 110004233
- Код бассейна — 08.01.04.001
- Номер тома по ГИ — 10
- Выпуск по ГИ — 0